# Dobroyd Point, New South Wales

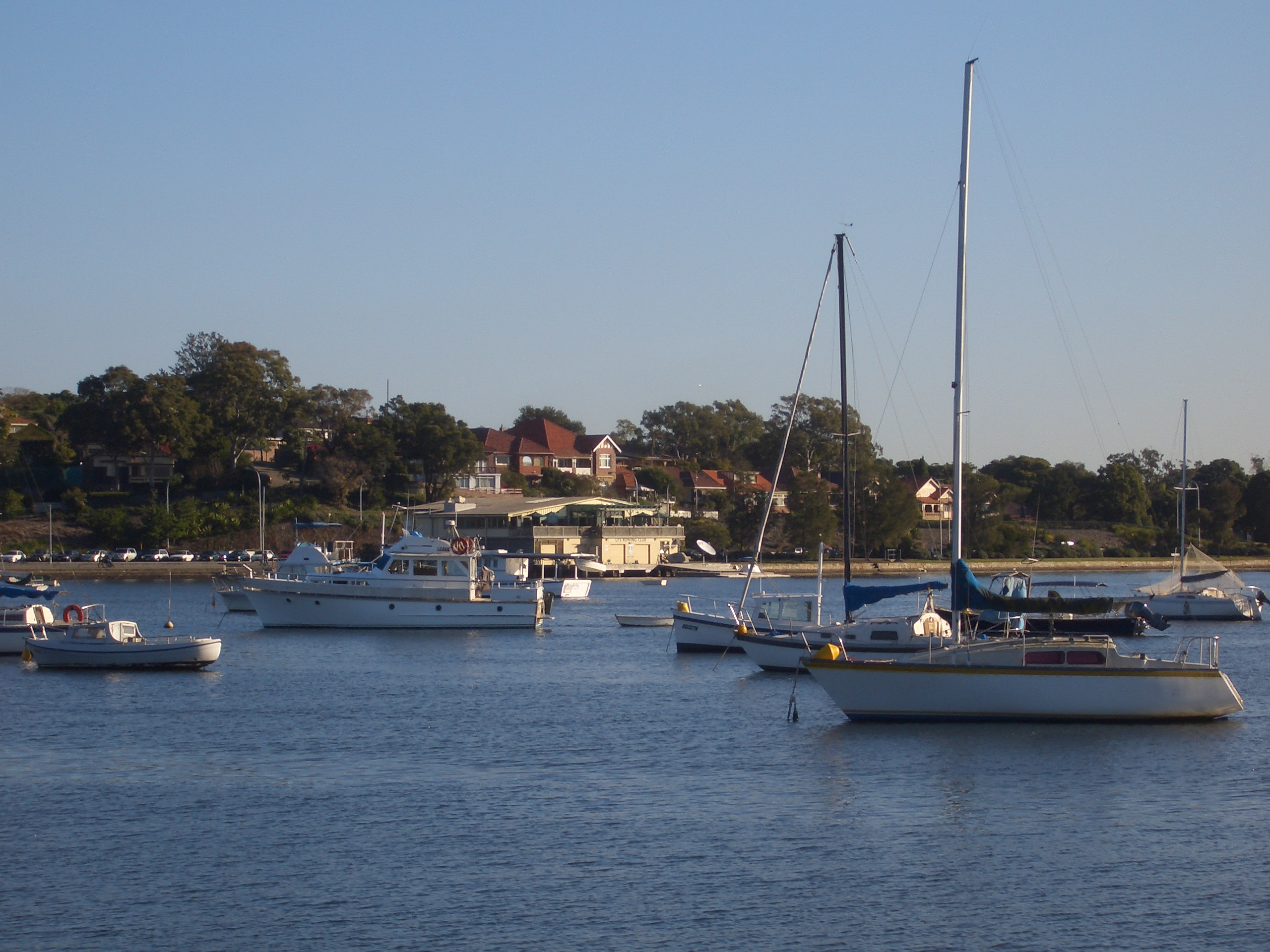
UTS Haberfield Rowing Club în Dobroyd Point

Dobroyd Point este o suburbie în Sydney, Australia.